# Swedenhielms (2003)
Swedenhielms   är en svensk TV-pjäs från 2003. Pjäsen premiärvisades på TV 25 december 2003. Som förlaga till filmen har man Hjalmar Bergmans pjäs Swedenhielms från 1923 som uruppfördes på Dramaten i Stockholm 1925. Som TV-teater har den uppförts två gånger tidigare 1961 och 1980. Ytterligare en inspelning av samma förlaga genomfördes som långfilm 1935 i regi av Gustaf Molander.

## Handling
Handlingen utspelar sig i Stockholm runt 1920 i uppfinnaren Rolf Swedenhielms våning på Östermalm. I hemmet regerar hans hushållerska, svägerskan Boman, och då pjäsen börjar är det, till Rolfs förtret, dags för "skurdag". I våningen bor även de vuxna barnen, sönerna Rolf Jr. och Bo. Rolf är liksom sin far vetenskapsman och Bo har valt att gå den militära banan. I hemmet finns även dottern, den unga skådespelerskan Julia. Familjen har det ekonomiskt knapert, men till allas lycka visar det sig att Rolf Swedenhielm detta år vinner nobelpriset i fysik! Glädjen vänder dock raskt i svårmod när "ockraren" Eriksson kommer på besök, för att kräva betalning på sina, vad det visar sig, förfalskade växlar; någon i familjen har helt enkelt förfalskat den nu ärade vetenskapsmannens namn, och misstankarna riktas åt olika håll. Dramatiken får dock, efter många om och men, sin lyckliga upplösning, och pjäsen avslutas i nobelfestligheternas rus.

## Rollista i urval
- Sven-Bertil Taube - Rolf Swedenhielm, Sr.
- Harriet Andersson - Marta Boman
- Niklas Hjulström - Rolf Swedenhielm, Jr.
- Cecilia Frode - Julia Swedenhielm
- Gustaf Skarsgård - Bo Swedenhielm
- Brasse Brännström - Eriksson, ockrare
- Lina Englund - Astrid
- Hugo Emretsson - Pedersen, journalist